# Sant Esteve de Meneurí
Sant Esteve de Meneurí és l'antiga església de l'antic poble de Meneurí, al terme municipal de Sort, a la comarca del Pallars Sobirà. Pertanyia a l'antic municipi de Lessui. És inclosa a l'Inventari del Patrimoni Arquitectònic de Catalunya.
Està situada 400 metres al sud-oest de Saurí, en el lloc on hi havia hagut el poble de Meneurí. És en una costa a l'esquerra del Barranc de Pamano i a l'esquerra del de Rions.

## Descripció
Les restes de l'església s'aixequen sobre una visera rocosa. Es tracta d'un edifici de planta rectangular (de 10x4 m) amb absis semicircular a llevant. Entre l'absis (el diàmetre del qual és de tres metres) i la nau existeix un petit presbiteri. El mur del costat nord està pràcticament arrasat, mentre que els altres es conserven fins l'arrencament de la volta, constituïts per blocs paral·lelepípedes de pedra pissarrosa, de dimensions molt regulars i allargats, amb unes característiques molt similars als de l'església de Sant Julià de Lessui, a pocs quilòmetres de distància. Prop de l'església hi ha dues bordes.

## Història
Respecte al monestir o cel·la de Sant Esteve de Meneurí, se'n desconeix el seu origen i filiació. Únicament se sap que l'any 979 era ja regit per un prevere